# Arrondissement de Keur Momar Sarr

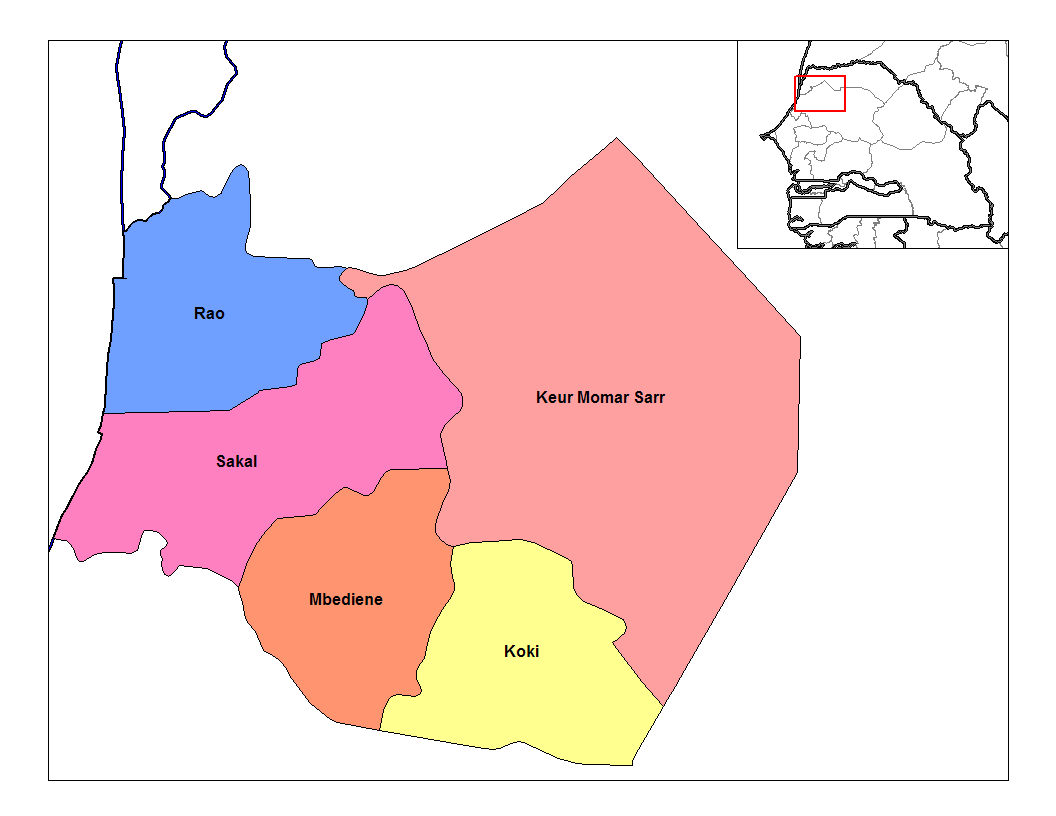
Carte des arrondissements du département de Louga au Sénégal.

L'arrondissement de Keur Momar Sarr est l'un des arrondissements du Sénégal. Il est situé au nord-est du département de Louga, dans la région de Louga.
Il compte quatre communes  :
- Communauté rurale de Keur Momar Sarr
- Communauté rurale de Nguer Malal
- Communauté rurale de Syer
- Communauté rurale de Gande

Son chef-lieu est Keur Momar Sarr.